# 지방도 제611호선
지방도 제611호선은 충청남도 서천군 장항읍 장항항과 부여군 석성면 비당리를 잇는 충청남도의 지방도이다. 과거 장항선이 이설되기 전에는 이 도로 앞으로 서천역이 위치하고 있었다.

## 연혁
- 2002년 8월 16일 : 장항 ~ 서천간 도로(서천군 장항읍 화천리 ~ 마서면 옥북리) 3.12 km 구간 개통[1]
- 2002년 9월 23일 : 장항 ~ 서천간 도로(서천군 장항읍 화천리 ~ 마서면 옥북리) 3.12 km 구간 정식 개통[2]
- 2003년 2월 20일 : 지방도 노선 폐지 및 재지정으로 총연장이 55.5km에서 55.3km로 변경[3]
- 2007년 5월 30일 : 장항 ~ 서천간 도로(서천군 마서면 옥북리) 330m 구간 신설 개통[4]
- 2012년 7월 1일 : 지방도 노선 조정[5]
- 2013년 11월 20일 : 부여군 남면 대선리 ~ 마정리 5.43 km 구간 개통[6]
- 2017년 9월 20일 : 장항 ~ 서천간 도로(서천군 마서면 옥북리 ~ 계동리) 1.36 km 구간 신설 개통[7]

## 주요 경유지
- 서천군
  - 장항읍 장항항 - 신창리 - 화천사거리 - 화천리 - 송림4교 - 옥산사거리
  - 마서면 옥북리 - (미개통 구간 : 어리 - 계동리)
  - 서천읍 (미개통 구간 : 남산리) - 군사2 교차로 - 서천오거리 - 역전삼거리 - 서천역앞 - 화금리 - 태월리 - 공동체비전고등학교 - 동산리 - 둔덕리 - 서내바지교
  - 문산면 서내바지교 - 문장리
  - 시초면 초현삼거리 - 초현리
  - 문산면 신농리 - 도마교 - 문산사거리 - 지원교 - 지원리 - 서천귀농지원센터(구 성암분교) - 은곡리 - 장구백이고개
- 부여군
  - 옥산면 장구백이고개 - 가덕리 - 가로공원삼거리 - 가덕삼거리
  - 남면 가덕리 - 금천리 - 신서교
  - 홍산면 신서교 - 남촌사거리 - 홍산 교차로 - 한국식품마이스터고등학교, 홍산중학교 - 좌홍리 - 삽교
  - 남면 삽교 - 대선리 - 신홍리 - 내곡리 - 시우리오토캠핑장(구 남성중학교) - 남성초등학교(폐교) - 남면 행정복지센터 - 송암리 - 송암 교차로 - (덕림마을) - 마정리 - 점곡교
  - 장암면 점곡교 - 점상리 - 안장고개
  - 임천면 안장고개 - 점리 교차로 - 점리삼거리 - 점리
  - 장암면 방아고개 - 지토리 - 잣티고개 - 상황리 - 남산삼거리 - (미개통 구간 : 하황리)
  - 석성면 (미개통 구간 : 석성리 - 비당리)

## 중복 구간
- 부여군 옥산면 가로공원삼거리 ~ 홍산면 홍산 교차로 : 지방도 제613호선과 중복
- 부여군 홍산면 남촌사거리 ~ 홍산 교차로 : 국도 제4호선과 중복
- 부여군 남면 송암 교차로 ~ (덕림마을) : 지방도 제723호선과 중복
- 부여군 임천면 점리 교차로 ~ 점리삼거리 : 국도 제29호선과 중복

## 도로명
- 서천군 장항읍 장항항 ~ 마서면 옥북리 : 장마로
- 서천군 서천읍 군사2 교차로 ~ 서천오거리 : 장서로
- 서천군 서천읍 서천오거리 ~ 부여군 옥산면 가로공원삼거리 : 서문로
- 부여군 옥산면 가로공원삼거리 ~ 가덕삼거리 : 한마로
- 부여군 옥산면 가덕삼거리 ~ 홍산면 남촌사거리 : 팔충로
- 부여군 홍산면 남촌사거리 ~ 홍산 교차로 : 대백제로
- 부여군 홍산면 홍산 교차로 ~ 임천면 점리 교차로 : 남성로
- 부여군 임천면 점리 교차로 ~ 점리삼거리 : 충절로
- 부여군 임천면 점리삼거리 ~ 장암면 남산삼거리 : 위덕로